# Shiawase ga Afuretara
'''Shiawase ga Afuretara''' (幸せが溢れたら?) è il primo album full-length degli indigo la End e il secondo in totale, pubblicato il 4 febbraio 2015 da unBORDE.

## Background
Pubblicato circa un anno dal loro ultimo album, Ano Machi Recōdo (あの街レコード?), contiene un totale di 11 brani, tra cui i singoli 瞳に映らない (Hitomi ni utsuranai?) e さよならベル (Sayonara beru?).
Questo album è il primo full-length della nuova formazione della band, che ha visto l'ingresso ufficiale del bassista Ryōsuke Gochō, che fino ad allora membro di supporto, nell'agosto dello scorso anno. Il suono è quindi organizzato in modo da mettere in primo piano il groove della sezione ritmica, con un'attenzione particolare al bassista. È anche l'ultimo album con la partecipazione di Yūsuke Ōta, membro originale della band fin dagli inizi.

## Tracce
Testi e musiche di Enon Kawatani.
1. ワンダーテンダー (Wandātendā?) – 3:19
2. 瞳に映らない (Hitomi ni utsuranai?) – 3:43
3. 夜汽車は走る (Yogisha wa hashiru?) – 4:13
4. 心ふたつ (Kokoro futatsu?) – 5:49
5. まなざしの予感 (Manazashi no yokan?) – 0:58
6. 実験前 (Jikken mae?) – 4:14
7. ハートの大きさ (Hāto no ōki-sa?) – 3:54
8. 花をひとつかみ (Hana o hitotsukami?) – 3:22
9. つぎの夜へ (Tsuginoyoruhe?) – 4:58
10. さよならベル (Sayonara beru?) – 3:51
11. 幸せが溢れたら (Shiawase ga afuretara?) – 5:06

## Formazione
- Enon Kawatani: voce, chitarra
- Curtis Nagata: chitarra
- Ryōsuke Gochō: basso
- Yūsuke Ōta: batteria
- Sasaki Mio: cori (#1.3.4.5.6.9.10.11)